# Aeria Games
Aeria Games ist ein Vermarkter von Online-Spielen. Ursprünglich in Santa Monica, Kalifornien gegründet, ist der Hauptsitz heute in Berlin, Deutschland. Das Unternehmen lizenziert und veröffentlicht Spiele von Entwicklern aus anderen Regionen wie beispielsweise Korea China und Japan.
Die jüngsten Projekte des Unternehmens sind Scarlet Blade, Guild-vs-Guild und Monster Paradise.
Im Berliner Büro arbeiten mittlerweile mehr als 300 Mitarbeiter mit mehr als 45 Nationalitäten.

## Geschichte
Das Unternehmen wurde 2006 in Santa Clara, Kalifornien unter dem Namen Aeria Games & Entertainment gegründet. Zunächst beschränkte sich Aeria Games auf Spiele für den Computer, erst seit 2012 bietet das Unternehmen auch Mobile Games an. Das erste veröffentlichte Spiel des Unternehmens war Last Chaos, das in den USA ein großer Erfolg wurde. 2007 folgten dann zwei weitere Spiele, die das Unternehmen am Markt etablierten.
2008 wurde dann das erste internationale Büro in Berlin eröffnet und damit der europäische Markt erschlossen. Damit erreicht Aeria Games mehr als 15 Millionen Spieler weltweit. Shaiya, das bereits 2007 in den USA veröffentlicht worden war, wurde vollständig in Deutsch übersetzt. Das Spiel wurde im Jahre 2007 zum besten MMORPG gekürt und wird bis heute von Aeria vertrieben. Für dieses Spiel verlängerte das Unternehmen den Vertrag mit Nexon in 2012 um weitere Jahre sowohl für den europäischen und als auch amerikanischen Markt.
Das erste First-Person-MMORPG veröffentlichte Aeria Games im Jahre 2009 unter dem Namen Wolf Team. Mit dem Start dieses Spiels wurden Server in Frankreich und der Türkei aufgesetzt. Außerdem folgte ein zweites Büro in São Paulo, Brasilien.
Zum Portfolio von Aeria Games wurden nun auch Browserspiele hinzugefügt wie DDTank, Lords Online und Pirate Galaxy. 2010 erweiterte das Unternehmen das Portfolio um weitere Browserspiele. Kurz danach veröffentlichte das Unternehmen den bis dato größten Hit des Unternehmens, das MMORPG: Eden Eternal.
Ende 2011 kaufte Aeria Games Ijji auf, ein Spieleportal, das kostenlose MMORPGs vertrieb. Das Portfolio dieses Unternehmens enthielt neben Ego-Shootern auch Spiele aus anderen Kategorien. Die drei Hauptspiele des Unternehmens waren GunZ, Soldier Front und Alliance of Valiant Arms (A.V.A)- Die letzteren beiden Spiele werden weiterhin von Aeria Games vertrieben.
Anfang 2012 startete Aeria einen Mobile-Service, für den es Spiele wie Monster Paradise und Immortalis auf den Markt schickte. Dieser Service soll auch mit der Plattform Aeria Ignite verbunden werden. Bisher besteht die Möglichkeit, die mobilen Applikationen über Ignite herunterzuladen.
Im April 2012 investierte Sonys So-net Entertainment in Aeria Games und wurde damit der zweite externe Investor des Unternehmens. Zudem ist So-net der Besitzer von Gamepot, das 2012 mit Aeria Games fusionierte. Nach dem Zusammenschluss arbeiten bis zu 600 Mitarbeiter [Stand Dezember 2012] weltweit für das Unternehmen.
Gamepot ist unter anderem bekannt für die Veröffentlichung von Dynasty Warriors Online. Das Portfolio der beiden Unternehmen umfasst nun mehr als 50 PC- und Mobile-Spiele in 11 Sprachen.
Zur größten Veröffentlichung des Unternehmens zählt das Science-Fiction-Rollenspiel Scarlet Blade, das durch die Partnerschaft mit ProSiebenSat.1 Games im deutschen Fernsehen vermarktet wird. Außerdem schloss Aeria Games eine Partnerschaft mit Roccat ab, einem Hersteller für Gamingzubehör. Für die Veröffentlichung dieses Online-Rollenspieles wird Aeria Games von mehreren Quellen kritisiert.
Alle Spiele des Unternehmens werden as free-to-play angeboten und sind demnach kostenlos. Innerhalb des Spieles lassen sich sogenannte Micropayments durchführen, die mit Hilfe der Spielwährung Aeria Points (AP) getätigt werden.
Das Portfolio des Unternehmens umfasst unter anderem Fanstasie-MMORPGs, mobile Multiplayerspiele und Online-Spiele im japanischen Manga- und Anime-Stil. Aeria Games bietet derzeit Spiele auf dem Computer, Tablet und Smartphone an. Darunter befinden sich neben MMORPGs auch Browserspiele.
Das neueste Spiel des Unternehmens ist Scarlet Blade. Im September 2013 kündigte das Unternehmen das Spiel Aura Kingdom an, das in Kürze veröffentlicht werden soll.
Am 7. Dezember 2013 hat die gamigo AG die nordamerikanische Lizenz für das Portfolio-Produkt Last Chaos von Aeria Games erworben.
Am 27. Februar 2014 wurde bekannt, dass die deutsche Tochter Aeria Games Europe GmbH mit Sitz in Berlin von der ProSiebenSat.1 Group übernommen wird. Damit steigt ProSiebenSat.1 zum drittgrößten Spielepublisher in Europa auf.
Am 30. Mai 2016 verkündeten die gamigo AG („gamigo“, Anleihe WKN: A1TNJY) und Aeria Games Europe GmbH eine strategische Zusammenführung ihrer Unternehmen und machen gemeinsam einen nächsten Schritt im Aufbau einer führenden Plattform zur Konsolidierung des europäischen Spielemarktes. Die Vereinbarung steht allerdings noch unter dem Vorbehalt der Genehmigung durch die zuständigen Kartellbehörden. Im Zuge der Transaktion bringt die ProSiebenSat.1 ihre 100%ige Beteiligung an Aeria Games in die gamigo AG ein und wird mit 33 Prozent Minderheitsgesellschafter an dem zusammengeführten Publisher. ProSiebenSat.1 hat Aeria Games Europe im Februar 2014 übernommen und seitdem insbesondere das Mobile-Business des Publishers vorangetrieben.

### Aeria Ignite
Ignite ist ein kostenloser Service von Aeria Games, der im Mai 2012 gestartet wurde. Die Plattform bietet dem Spieler die Möglichkeit, alle Spiele des Aeria-Portfolios innerhalb eines Programmes zu verwalten. Weitere Features ist die Einbindung der Community und des Supports. In der Closed Beta Phase hatte die Plattform bereits 200.000 aktive Nutzer pro Tag.

## Spiele
Die folgenden Spiele sind auf dem deutschen Markt erschienen und werden dort vertrieben.

### PC-Spiele
- S4 League
- Scarlet Blade – Erotik-/Sci-fi-Rollenspiel
- Grand Fantasia – Anime-/Fantasy-Rollenspiel
- Shaiya – Fantasy-Rollenspiel
- Eden Eternal – Anime-/Fantasy-Rollenspiel
- Alliance of Valiant Arms – First Person Shooter (FPS)-Rollenspiel
- Wolf Team – FPS-Rollenspiel
- Aura Kingdom – Anime/Fantasy-Rollenspiel
- Maestia – Fantasy-Rollenspiel
- Chaos Heroes Online – MOBA
- F.E.A.R Online – Horror-Rollenspiel
- Echo of Soul – Fantasy-Rollenspiel

### Browserspiele
- DD Tank – Action Shooter(englisch)
- Drakensang Online – Action-Rollenspiel
- Lord of Ultima – Real Time-Strategie
- Demon Slayer – Fantasy-Rollenspiel

### Mobile Games
- Immortalis – Sammelkarten-Rollenspiel (am 29. Februar 2016 eingestellt)
- Monster Paradise – Sammelkarten-Spiel
- Dragon Legion – Sammelkarten-Spiel (2014)